# Gustaf Cederström
Gustaf Cederström (suec: Gustaf Olof Cederström)  (Parròquia de Klara, 12 d'abril de 1845 - Estocolm, 20 d'agost de 1933) va ser un pintor suec especialitzat en escenes històriques i retrats.

## Biografia
El seu pare, Carl Emanuel Cederström (1804-1892) va ser un oficial naval i la seva mare, Theresine (1815-1873), va ser una pintora aficionada. El seu interès per la història va començar quan encara era molt jove i va descobrir que un dels seus avantpassats havia participat en l'escaramussa de Bender.
Al principi, va planejar seguir els passos del seu pare i seguir una carrera militar. El 1864, va ser assignat a un regiment d'infanteria a Värmland com a sublöjtnant però, sempre que va poder, també va prendre classes d'art a la Reial Acadèmia Sueca de Belles Arts. El 1870, va decidir renunciar al seu encàrrec i esdevenir artista. Més tard, va estudiar amb Ferdinand Fagerlin a Düsseldorf i Léon Bonnat a París, on va optar per establir-se el 1873.
El seu primer èxit va arribar a l'Exposició Universal de París (1878), on va mostrar una escena una mica romanticitzada amb el cos del difunt rei de Suècia, Carles XII, que es portava a casa. Li va portar una medalla i va ser comprada pel Gran Duc rus Constantí, però va ser retornada a Suècia després de la Revolució Russa i ara s'exhibeix al Konstmuseum de Göteborg. Més tard aquell mateix any, va ser elegit membre de la Reial Acadèmia i es va casar amb Amalia Katarina Jaeder. La seva filla, Carola Cederström (1878-1954), també esdevingué pintor.
Va ser nomenat professor de l'Acadèmia l'any 1887, i va ser-ne el director de 1899 a 1911. El 1894, es va involucrar en un projecte per pintar escenes històriques per a l'escala del Nationalmuseum, però va sorgir un conflicte sobre el tema amb Carl Larsson, l'altre artista proposat per al projecte, i finalment va rebutjar l'encàrrec. El 1906, va crear escenes per al Royal Dramatic Theatre.
També va ser autor. Les seves obres més conegudes són una autobiografia, En gammal konstnärs minnen (Memòries d'un vell artista, 1926) i Gammalt och nytt (Vell i nou, 1929).

## Pintures seleccionades

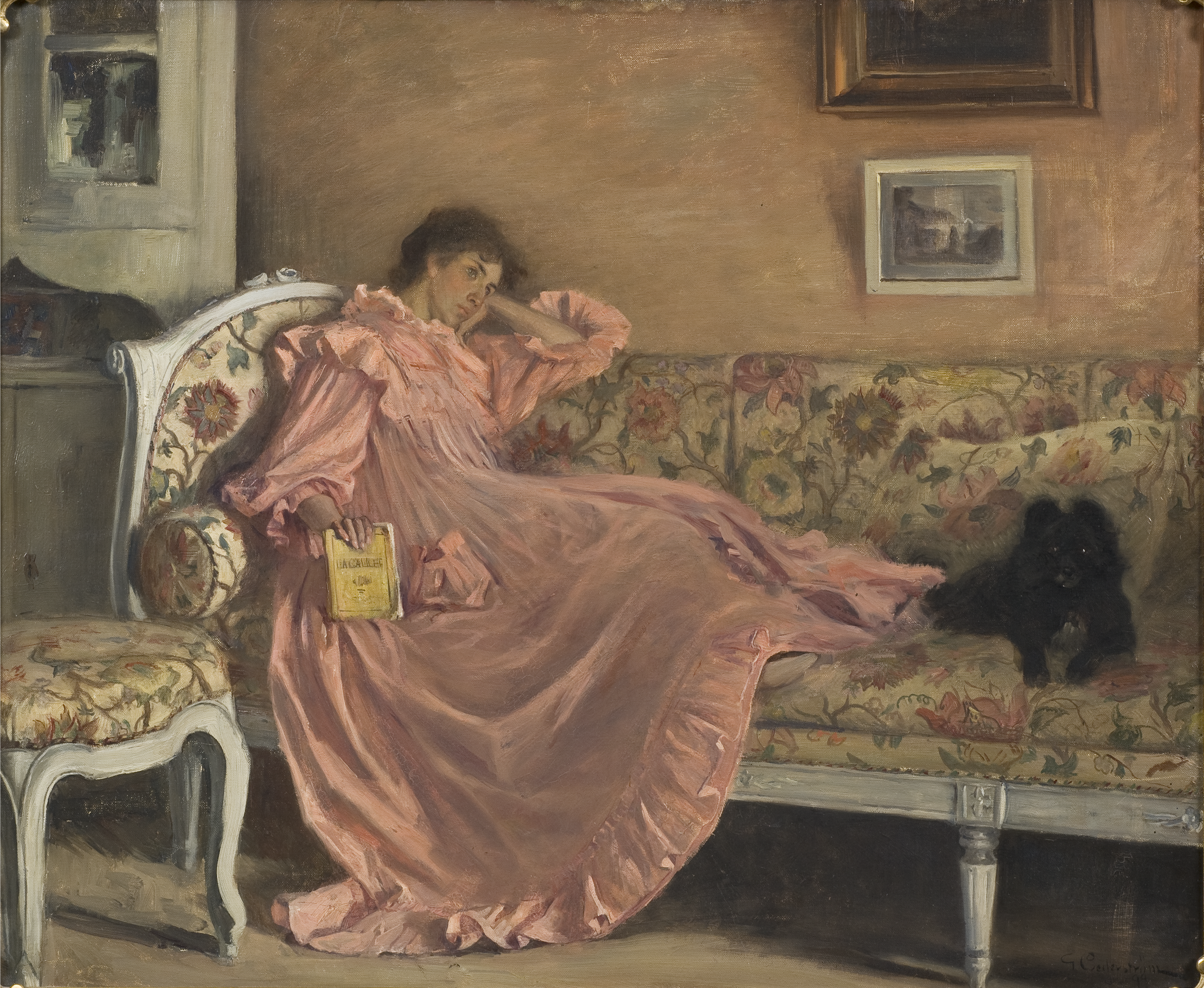
Carola asseguda al sofà
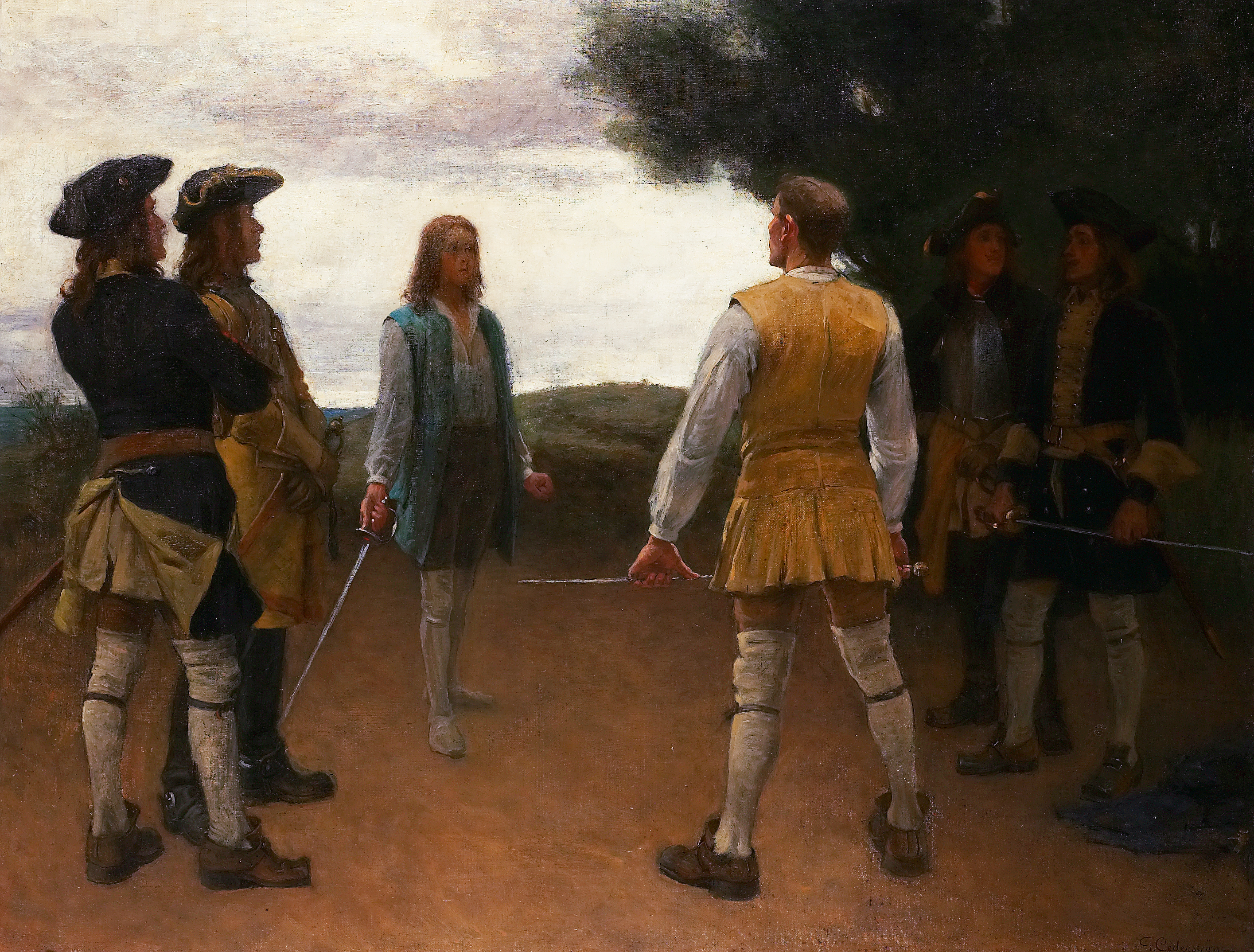
David i Goliath
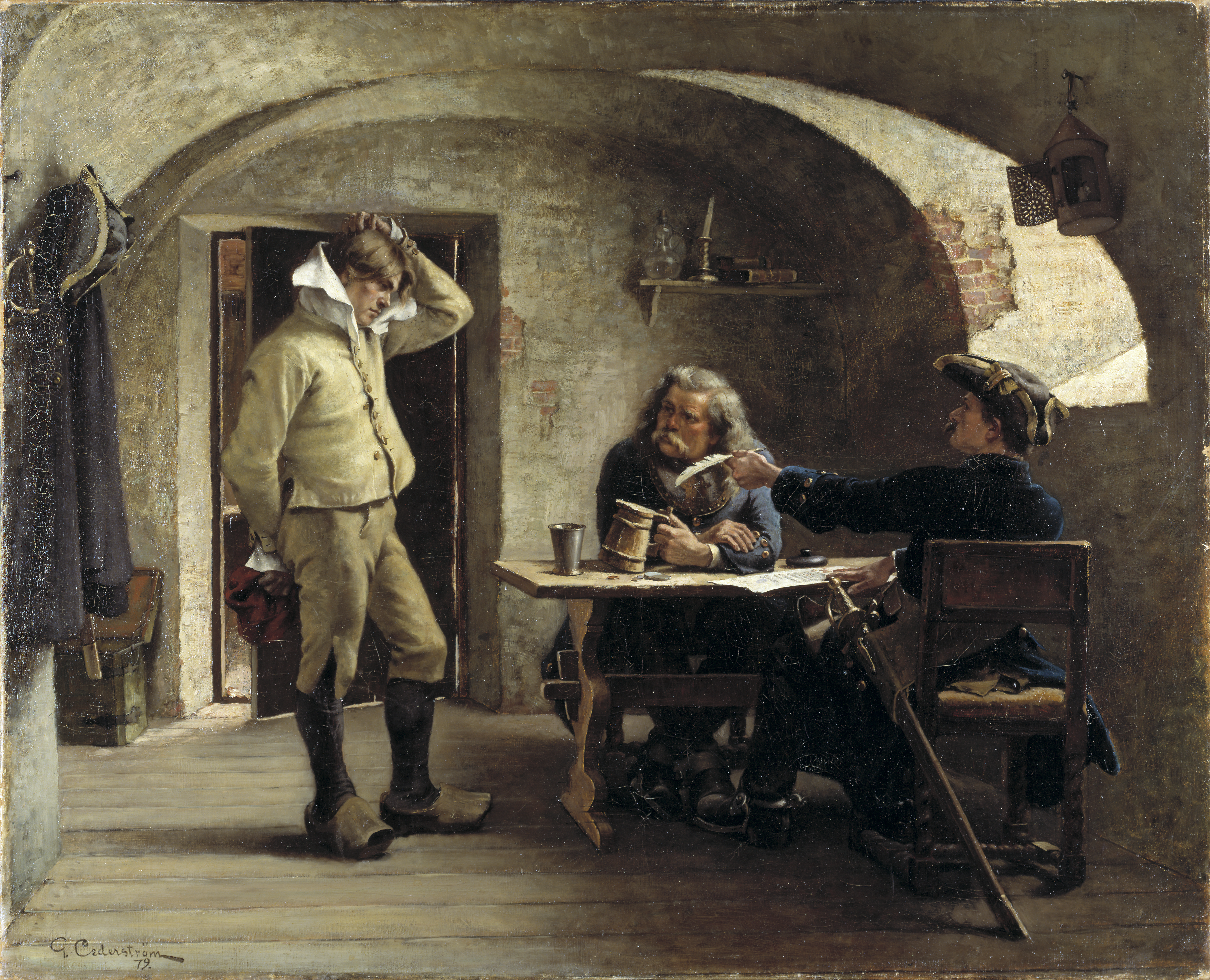
Reclutament de sergents
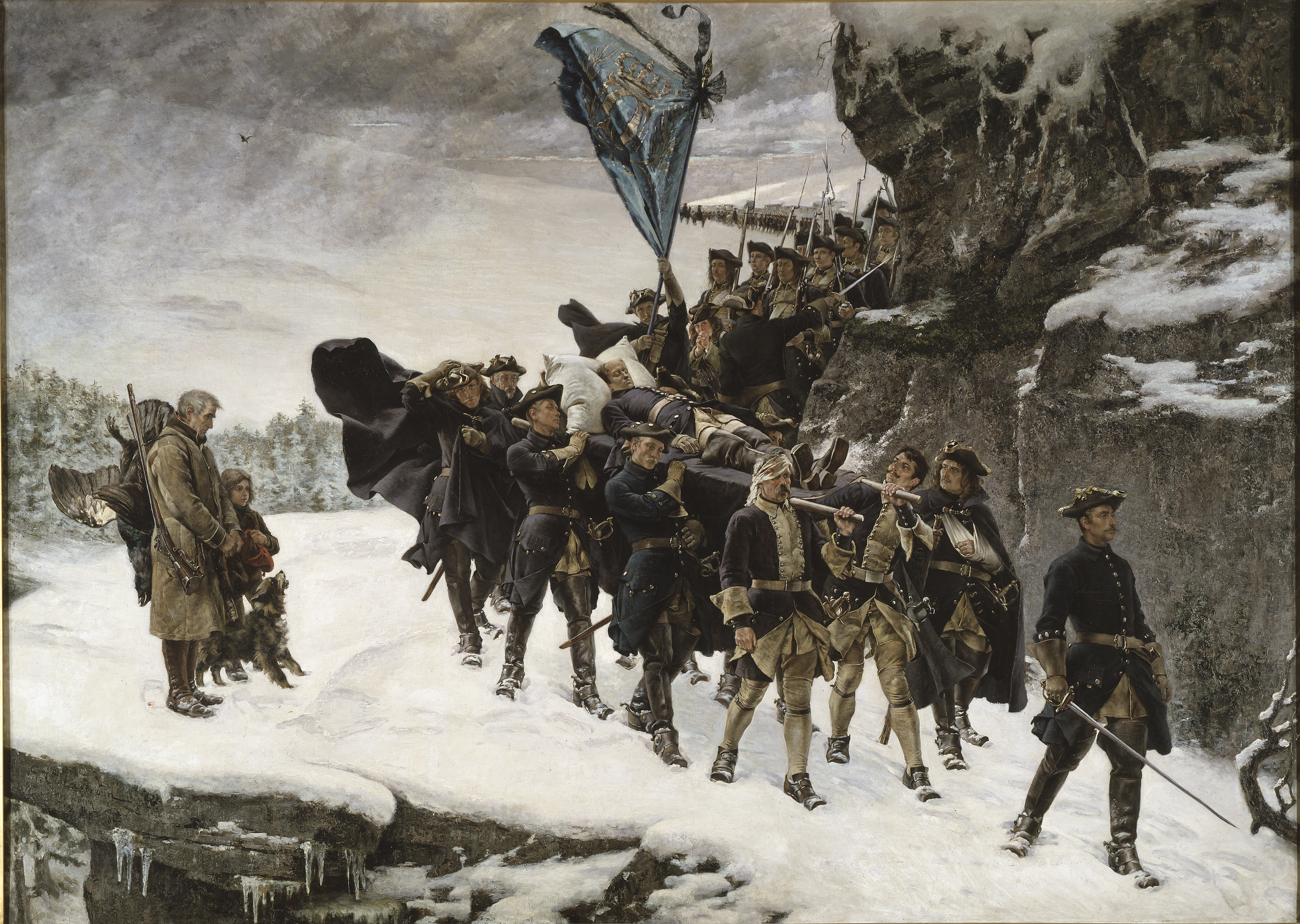
Portant a casa el cos del rei Carles XII